# مارک-اگوست پیکتت
مارک-اگوست پیکتت (انگلیسی: Marc-Auguste Pictet؛ زاده ۲۳ ژوئیهٔ ۱۷۵۲ – درگذشته ۱۹ آوریل ۱۸۲۵) یک فیزیک‌دان، شیمیدان، هواشناس و اخترشناس اهل سوئیس بود.